# Meikirch
Meikirch is een gemeente in het district Bern-Mittelland van het Zwitserse kanton Bern. Meikirch telt 2.430 inwoners.